# Alive (Pearl Jam)
Alive is een van de bekendste en kenmerkende nummers van de Amerikaanse rockband Pearl Jam. Alive was Pearl Jam's debuutsingle en staat op het debuutalbum Ten van de band uit 1991 (dat in de Verenigde Staten meer dan 13 miljoen keer verkocht is). De single wordt vaak door radiozenders gedraaid en Alive is een van de meest verzochte nummers tijdens concerten. In de jaarlijkse  NPO Radio 2 Top 2000 van de Nederlandse publieke radiozender NPO Radio 2 staat de single al enkele jaren rond de 60e positie.

## Oorsprong en opname
Gitarist Stone Gossard heeft de muziek voor Alive geschreven. Het nummer komt voort uit een instrumentaal nummer genaamd Dollar Short en stond op een demoband waarmee een zanger voor de groep gezocht werd. Zanger Eddie Vedder kreeg een copy van de demoband en schreef er teksten bij. 'Alive' is het allereerste nummer dat Vedder met de Stone Gossard en Jeff Ament speelde na zijn aankomst in Seattle in 1990.
Het semi-autobiografische nummer gaat over een jonge Vedder die erachter komt dat zijn vader niet zijn echte vader is, en dat zijn echte vader is overleden.
Het nummer vormt een drieluik met Once, waarin de jongen door het lint gaat, en Footsteps waarin hij wordt veroordeeld en zijn moeder de schuld geeft. Deze nummers staan ook wel bekend als de Mamasan-trilogie.
De allereerste uitgave van Alive was in mei 1991 als onderdeel van de Coca-Cola Pop Music Cassette series.
Pearl Jam heeft Alive ook gespeeld tijdens Pinkpop 1992 en het MTV Unplugged optreden van de band in maart 1992.

## Hitnoteringen

### Nederlandse Top 40
| "Alive" in de Nederlandse Top 40 - binnen 08-02-1992 | "Alive" in de Nederlandse Top 40 - binnen 08-02-1992 | "Alive" in de Nederlandse Top 40 - binnen 08-02-1992 | "Alive" in de Nederlandse Top 40 - binnen 08-02-1992 | "Alive" in de Nederlandse Top 40 - binnen 08-02-1992 | "Alive" in de Nederlandse Top 40 - binnen 08-02-1992 | "Alive" in de Nederlandse Top 40 - binnen 08-02-1992 | "Alive" in de Nederlandse Top 40 - binnen 08-02-1992 | "Alive" in de Nederlandse Top 40 - binnen 08-02-1992 |
| Week                                                 | 1                                                    | 2                                                    | 3                                                    | 4                                                    | 5                                                    | 6                                                    | 7                                                    |                                                      |
| ---------------------------------------------------- | ---------------------------------------------------- | ---------------------------------------------------- | ---------------------------------------------------- | ---------------------------------------------------- | ---------------------------------------------------- | ---------------------------------------------------- | ---------------------------------------------------- | ---------------------------------------------------- |
| Nummer                                               | 35                                                   | 25                                                   | 18                                                   | 14                                                   | 13                                                   | 15                                                   | 28                                                   | uit                                                  |

### Nationale Top 100
| "Alive" in de Nationale Top 100 - binnen: 25-01-1992 | "Alive" in de Nationale Top 100 - binnen: 25-01-1992 | "Alive" in de Nationale Top 100 - binnen: 25-01-1992 | "Alive" in de Nationale Top 100 - binnen: 25-01-1992 | "Alive" in de Nationale Top 100 - binnen: 25-01-1992 | "Alive" in de Nationale Top 100 - binnen: 25-01-1992 | "Alive" in de Nationale Top 100 - binnen: 25-01-1992 | "Alive" in de Nationale Top 100 - binnen: 25-01-1992 | "Alive" in de Nationale Top 100 - binnen: 25-01-1992 | "Alive" in de Nationale Top 100 - binnen: 25-01-1992 | "Alive" in de Nationale Top 100 - binnen: 25-01-1992 | "Alive" in de Nationale Top 100 - binnen: 25-01-1992 | "Alive" in de Nationale Top 100 - binnen: 25-01-1992 |
| Week                                                 | 1                                                    | 2                                                    | 3                                                    | 4                                                    | 5                                                    | 6                                                    | 7                                                    | 8                                                    | 9                                                    | 10                                                   | 11                                                   |                                                      |
| ---------------------------------------------------- | ---------------------------------------------------- | ---------------------------------------------------- | ---------------------------------------------------- | ---------------------------------------------------- | ---------------------------------------------------- | ---------------------------------------------------- | ---------------------------------------------------- | ---------------------------------------------------- | ---------------------------------------------------- | ---------------------------------------------------- | ---------------------------------------------------- | ---------------------------------------------------- |
| Nummer                                               | 100                                                  | 77                                                   | 61                                                   | 49                                                   | 34                                                   | 24                                                   | 20                                                   | 19                                                   | 32                                                   | 51                                                   | 91                                                   | uit                                                  |

### NPO Radio 2 Top 2000
| Nummer met noteringen in de NPO Radio 2 Top 2000 | '07 | '08  | '09 | '10 | '11 | '12 | '13 | '14 | '15 | '16 | '17 | '18 | '19 | '20 | '21 | '22 | '23 | '24 |
| ------------------------------------------------ | --- | ---- | --- | --- | --- | --- | --- | --- | --- | --- | --- | --- | --- | --- | --- | --- | --- | --- |
| Alive                                            | 591 | 1870 | 49  | 202 | 95  | 59  | 57  | 59  | 61  | 44  | 37  | 55  | 56  | 57  | 58  | 66  | 74  | 73  |

1. ↑  Een vetgedrukt getal geeft de hoogste notering aan.
2. ↑  2007 was het eerste jaar met een notering voor dit nummer.

Het Engelse rockblad Kerrang! plaatst Alive op #3 op de lijst 666 Songs You Must Own (Grunge).
In de Top Serious Request 2014 van de nationale publieke popzender NPO 3FM, stond Alive op de 106e positie. Er stonden twee nummers van Pearl Jam hoger in de lijst: Just Breathe op positie 23 en Black op positie 50.